# Lozekia transsylvanica
Lozekia transsylvanica is een slakkensoort uit de familie van de Hygromiidae. De wetenschappelijke naam van de soort is voor het eerst geldig gepubliceerd in 1876 door Westerlund.